# Rudi Duffke
Rudi Duffke ist ein ehemaliger deutscher Skispringer.
Duffke gab sein internationales Debüt bei der Vierschanzentournee 1959/60. Nachdem er dabei beim Neujahrsspringen in Garmisch-Partenkirchen den 19. Platz erreichte, sprang er kurz darauf in Innsbruck mit dem 13. Platz auf die höchste Einzelplatzierung bei einer Tournee in seiner Karriere. Am Ende belegte er den 31. Platz in der Gesamtwertung. Nachdem er bei der Vierschanzentournee 1960/61 diesen Erfolg nicht wiederholen konnte und nur den 53. Platz der Gesamtwertung erreichte, beendete er seine aktive Skisprungkarriere.